# Mark Robins
Pour les articles homonymes, voir Robins.
Mark Gordon Robins, couramment appelé Mark Robins, est un footballeur puis entraîneur anglais, né le 22 décembre 1969, à Ashton-under-Lyne. Évoluant comme avant-centre, il est principalement connu pour ses saisons à Manchester United, Norwich City, Leicester City et Rotherham United.
Il est sélectionné en Angleterre espoirs et devient entraîneur à l'issue de sa carrière, de Rotherham United, Barnsley, Coventry City, Huddersfield Town et Scunthorpe United.

## Biographie

### Carrière de joueur
Natif d'Ashton-under-Lyne, ville de banlieue du Grand Manchester, il est formé et connaît ses premières années professionnelles à Manchester United. Il joue un grand rôle dans l'obtention du premier titre d'Alex Ferguson avec les Red Devils, la FA Cup 1989-90. Il inscrit l'unique but du match contre Nottingham Forest, lors du troisième tour, lors d'une période très difficile pour son club et où le renvoi d'Alex Ferguson était même évoqué. Il inscrit de nouveau un but décisif, en demi-finale, contre Oldham Athletic, en prolongation du match à rejouer. 
En 1990, il remporte avec les espoirs anglais le Festival International Espoirs. Il termine meilleur buteur du tournoi avec six réalisations dont cinq buts contre la France.  
Toutefois, confronté à la concurrence de Mark Hughes et de Brian McClair, il ne peut s'imposer durablement comme titulaire. Il fait toutefois partie de l'équipe victorieuse de la Coupe des Coupes en 1990-1991, puis de la Supercoupe de l'UEFA 1991.
Relégué à un rôle de remplaçant, il quitte à sa demande les Red Devils pour Norwich City, lors d'un transfert d'un montant de 800.000£. Il y passe trois saisons, qui restent parmi les toutes meilleures de ce club, avec notamment l'élimination du Bayern Munich en Coupe UEFA 1993-94 avec la fameuse victoire (en) 2-1, le 20 octobre 1993, au Stade olympique de Munich.
Son premier match avec les Canaries avait déjà été placé sous un très bon signe, avec un doublé réalisé à Highbury pour une victoire 4-2 contre Arsenal alors que Norwich était mené 2-0 à une demi-heure de la fin. Le 9 novembre 1992, il réussit, avec Norwich City, le deuxième coup du chapeau de l'histoire de la Premier League (créée en 1992), après celui d'Éric Cantona quelques mois auparavant.
Mais, après une brouille avec John Deehan (en), le nouvel entraîneur de Norwich, il est transféré à Leicester City lors du mercato de la saison 1994-95, pour 1 000 000 £. Malheureusement, il ne peut empêcher la relégation de son club en Division One à la fin de cette première saison, mais regagne la promotion dès la saison suivante puis remporte avec ce club la League Cup 1996-97. 
Lors de son passage à Leicester City, il est prêté à deux occasions, notamment au Danemark au FC Copenhague, où malgré un passage très court, il laisse un grand souvenir aux supporteurs. Avec son équipier d'attaque, Michael Manniche, ils forment un duo très prolifique et y gagnent le surnom de Batmanne and Robins.
Plus tard dans sa carrière, il connaît deux autres championnats, l'espagnol avec CD Ourense et le grec avec Paniónios, ainsi que de nombreux autres clubs anglais : Reading, Manchester City, Walsall,  Rotherham United, Bristol City, Sheffield Wednesday et enfin Burton Albion où il met un terme à sa carrière.
Lors de cette période, il ne reste jamais plus d'une saison au même club, sauf à Rotherham United où il connaît une période de stabilité et de réussite pendant 3 saisons.

### Carrière d'entraîneur
Lors de son passage en tant que joueur à Rotherham United, songeant à sa reconversion, il demande à être intégré au sein du staff d'entraîneurs adjoints. Quand il met un terme à sa carrière de joueur, il intègre de nouveau le staff d'entraîneurs adjoints, sous la direction du manager Alan Knill (en). Lorsque celui-ci est renvoyé, le 1er mars 2007, Robins est choisi pour assurer l'intérim, et après trois victoires en six matches, sa position est officialisée de façon permanente, le 6 avril 2007. Il y reste une saison et demie, avec de très bons résultats sportifs et la signature de jeunes joueurs qui s'imposent par la suite à plus haut niveau, dont Nicky Law et Adam le Fondre.
Ses succès attirent l'attention de clubs plus huppés, et il se voit recruté par Barnsley le 9 septembre 2009, en remplacement de Simon Davey (en). Il réussit à éviter la relégation qui semblait promise au club, mais décide de ne pas prolonger son contrat à la fin de sa deuxième saison, pour cause de divergence d'opinion avec le président du club.
Le 19 septembre 2011, il s'engage pour Coventry City et devient rapidement le chouchou des spectateurs, menant le club d'une position de relégable à la lutte pour la promotion dès sa première saison. 
Le 14 février 2013, après avoir reçu été libéré pour services rendus de la part de Coventry City, il s'engage en faveur de l'équipe Huddersfield Town, qu'il réussit à sauver de la relégation. Il se libère de son contrat pour s'engager le 13 octobre 2014 avec Scunthorpe United. 
| Équipe            | Du                | Au               | Statistiques | Statistiques | Statistiques | Statistiques | Statistiques |
| Équipe            | Du                | Au               | M            | V            | N            | D            | % V          |
| ----------------- | ----------------- | ---------------- | ------------ | ------------ | ------------ | ------------ | ------------ |
| Rotherham United  | 1er mars 2007     | 9 septembre 2009 | 129          | 56           | 30           | 43           | 43.41        |
| Barnsley          | 9 septembre 2009  | 15 mai 2011      | 92           | 29           | 25           | 38           | 31.52        |
| Coventry City     | 19 septembre 2012 | 14 février 2013  | 33           | 17           | 6            | 10           | 51.52        |
| Huddersfield Town | 14 février 2013   | 10 août 2014     | 68           | 23           | 14           | 31           | 33.82        |
| Scunthorpe United | 13 octobre 2014   |                  | 24           | 9            | 9            | 6            | 37.5         |
| Total             | Total             | Total            | 346          | 134          | 84           | 128          | 38.73        |

## Palmarès
- Manchester United :
  - Vainqueur de la Coupe d'Europe des vainqueurs de coupe en 1991
  - Vainqueur de la Supercoupe de l'UEFA en 1991
  - Vainqueur de la Coupe d'Angleterre (FA Cup) en 1990
  - Vainqueur du Community Shield en 1990

- Leicester City :
  - Vainqueur de la Coupe de la Ligue anglaise en 1997